# Oxilus lomii
Oxilus lomii là một loài bọ cánh cứng trong họ Cerambycidae.